# Троицкий сельсовет (Тасеевский район)
Троицкий сельсовет — сельское поселение в Тасеевском районе Красноярского края.
Административный центр — село Троицк.

## История
Статус и границы сельского поселения установлены Законом Красноярского края от 25 февраля 2005 года № 13-3116 «Об установлении границ и наделении соответствующим статусом муниципального образования Тасеевский район и находящихся в его границах иных муниципальных образований» (в редакции Закона Красноярского края от 21.02.2006 № 17-4196)

## Население
| 2010 | 2012 | 2013 | 2014 | 2015 | 2016 | 2017 |
| ---- | ---- | ---- | ---- | ---- | ---- | ---- |
| 777  | ↘760 | ↘737 | ↘687 | ↘666 | ↘657 | ↘648 |

## Состав сельского поселения
В состав сельского поселения входят 2 населённых пункта:
| № | Населённый пункт | Тип населённого пункта       | Население |
| - | ---------------- | ---------------------------- | --------- |
| 1 | Лужки            | посёлок                      | 195       |
| 2 | Троицк           | село, административный центр | 582       |

## Местное самоуправление
Троицский сельский Совет депутатов
Дата избрания: 14.03.2010. Срок полномочий: 5 лет. Количество депутатов:  7
Глава муниципального образования
- Петров Валерий Борисович. Дата избрания: 14.03.2010. Срок полномочий: 5 лет